# Ivanna Burba
Ivanna Burba (ukrainska: Іванна Бурба), född 28 januari 2008, är en ukrainsk konstsimmare.

## Karriär
Vid konstsim-EM 2025 i Funchal var Burba en del av Ukrainas lag som tog silver i det akrobatiska lagprogrammet.